# 亨寧 (伊利諾伊州)
亨寧（英語：Henning）是位於美國伊利諾伊州弗米利恩縣的一個村落。

## 地理
亨寧的座標為40°18′18″N 87°42′03″W / 40.30500°N 87.70083°W，而該地最高點為海拔高度202米（即663英尺）。

## 人口
根據2010年美國人口普查的數據，亨寧的面積為3.95平方千米，當中陸地面積為3.95平方千米，而水域面積為0.00平方千米。當地共有人口251人，而人口密度為每平方千米63人。